# يوجينيا كيسيموفا
يوجينيا كيسيموفا (بالبلغارية: Евгения Кисимова) (1831-1885)  نسوية بلغارية، فاعلة للخير، وناشطة في مجال حقوق المرأة. كانت مؤسِّسة ورئيسة منظمة حركة النساء البلغاريات Женска .община (1869)  عملت كيسيموفا لإنشاء مدارس للبنات ولأجل تحقيق تكافؤ فرص التعليم للإناث.

## حياتها
وُلِدت يوجينيا كيسيموفا في تورنوفو كابنة للتاجر الثري هاجي جورجي كيسيموف. كانت أخت المعلم والشخصية الثقافية بانديلي كيسيموف، ومن خلال أختها ماريا، كانت الأخت غير الشقيقة للطبيب وعالم الآثار فاسيل بيرون. تلقت تعليمها في مدرسة للبنات.
كشخص بالغ في خمسينيات القرن التاسع عشر، أرادت كيسيموفا من النساء أن يشاركن في المجتمع وأن يخرجن من حياة العزلة في المنزل. نظرا لكونها وُلِدت لعائلة رائدة في تورنوفو، أقامت صِلات مع شخصيات بارزة في الحياة الثقافية والفكرية، مثل فاسيل تشولاكوف، وبيتكو غوربانوف، وبيتكو سلافيجكوف، وزاكاري برينسيلي، وستويان روبوفسكي.
في عام 1869، أسست أول منظمة تعنى بشؤون المرأة في بلغاريا، وهي منظمة Женска община، وتم انتخابها كرئيسة أولى لها. وكان الغرض من ذلك هو توفير التعليم للنساء، وكان أول عمل للمنظمة هو جمع الأموال لإنشاء مدارس للفتيات في المدينة والمناطق المحيطة بها، وتوظيف معلمات لهن. في عام 1870، وأنشأت الجمعية مدارس الأحد الدينية أيضا. قدمت الجمعية منحاً دراسية ومكّنت المرأة من الدراسة في الخارج في بلدان كان التعليم العالي فيها متاحا للنساء، وكان يُفضل أن تكون هذه البلدان هي روسيا ورومانيا. تم تمويل العديد من الرائدات البلغاريات ممن درسن في الخارج من قبل الجمعية، مثل يوجينيا شيكردزيفا، التي تم تمويل دراستها في روسيا في عامي 1876 و1879.
خلال الحرب الروسية التركية (1877-1878)، نظمت كيسموفا حملة Милосърдие، وهو صندوق لجمع التبرعات لتمويل الممرضات والرعاية الطبية للجرحى، بالإضافة إلى تلقي ورعاية لاجئي الحرب.